# Fountain of Dreams
Fountain of Dreams è un videogioco di ruolo post-apocalittico sviluppato nel 1990 dalla Electronics Arts per la piattaforma DOS. È ambientato cinquanta anni dopo un cataclisma nucleare, soprannominato "The Change", che ha devastato lo stato della Florida e il continente americano. I protagonisti si trovano nel mezzo di una guerra tra città stato e creature mutanti mentre sono impegnati nella ricerca di una misteriosa panacea.

## Ambientazione
Nel futuro immaginato dal gioco, a causa di esplosioni nucleari dirette contro installazioni militari sul confine con la Georgia e contro la città di Atlanta si generò una scossa sismica di proporzioni tali da separare la penisola di Florida dalla terra ferma rendendola un'isola divorata dalle radiazioni e dalle armi chimiche. Il centro tecnologico della penisola, allo scopo di preservare le ricchezze scientifiche, fu colpito da bombe al neutrone e da armi chimiche annientando ogni forma di vita. Questo cataclisma, che inevitabilmente mutò ogni aspetto della vita dei superstiti, prese il nome di "The Change".
Ogni tentativo di entrare in contatto con i superstiti rimasti sul continente americano risultò fallimentare e tutte le spedizioni inviate alla ricerca di sopravvissuti sparirono, divorate dagli abitanti delle acque contaminate o dai mutanti senzienti della palude.
Cinquant’anni dopo il cataclisma le comunità nella parte settentrionale della Florida, ognuna racchiusa nel proprio muro di protezione, cercano di mantenere tra loro un precario equilibrio sociale ed economico. In questo nuovo mondo trovano spazio anche bande di predoni (Killer Clowns), avventurieri e vigilanti che cercano di ritagliarsi il proprio spazio nello scacchiere degli eventi e di sopraffarsi a vicenda.
Miami, unica città visitabile, colpita e devastata dalla guerra, rinasce come luogo di incontro per gang, sette, culti, predoni e assassini. L’unica forza in grado di mantenere l'ordine nella città è la Miami Police che, con tattiche di guerriglia urbana e violenza privata, si è guadagnata l’odio pressoché totale della popolazione. La brutale azione di rappresaglia ha circoscritto il crimine organizzato a tre sole famiglie, i DeSoto, gli Obeah Orders e la Bahia Mafia.
Il nemico più pericoloso, sempre in agguato e letale, è quello delle mutazioni in costante aumento. Soltanto la mistica "Dream Water" garantisce una forma di sollievo dalla malattia.

### Obiettivi
La squadra dei giocatori ha come obiettivo ripulire l'isola dai predoni e dai mutanti e infine trovare la fonte della "Dream Water", che sembra essersi esaurita. La squadra, al termine del gioco, giunge alla conclusione che la magica panacea non è altro che la “Fontana della giovinezza” per secoli creduta nascosta nel cuore della Florida.

## Modalità di gioco
Il gameplay, simile a quello di Wasteland, è molto complesso, difficile da apprendere e spesso criticato poiché eccessivamente rigido nei confronti del giocatore a causa dell’alto livello di aleatorietà negli incontri casuali e di meccaniche di gioco conflittuali.

### Visuale
La visuale di gioco è bidimensionale con disposizione a griglia. La mappa di gioco mostra la squadra del giocatore muoversi attraverso di essa; l'interazione con l’ambiente circostante avviene posizionandosi sulla relativa casella. In modo del tutto aleatorio, ogni sezione della griglia ha la possibilità di generare un incontro casuale contenente un massimo di tre nemici. La visuale condivisa dalle interazioni con gli NPC, negli incontri casuali e nella gestione inventario si divide in due quadranti, uno superiore con una rappresentazione grafica e uno inferiore con le scelte di interazione.

### Salvataggio
La modalità di gioco è sempre stata ritenuta peculiare per via della dinamicità degli eventi. Ogni avvenimento, per esempio un'uccisione, la perdita di un giocatore o il ritrovamento di un oggetto, è permanente su tutti i salvataggi poiché ogni interazione sovrascrive i dati originali del gioco mentre i salvataggi mantengono soltanto lo stato degli inventari e la posizione del giocatore. La funzione di auto salvataggio incide ulteriormente sull'esperienza di gioco. Entrando in una nuova area la funzione si attiva ed in caso di morte ogni oggetto consumato risulta perso, cosa che spesso lasciao i giocatori senza munizioni in aree particolarmente difficili. Per questi motivi è fortemente raccomandato realizzare tramite floppy disk una copia del gioco originale e una copia sulla quale effettuare i salvataggi. Questo processo è permesso per via della assenza di protezione anti-pirateria sul disco. Questa azione è anche necessaria per ricominciare una partita dal principio, mentre il manuale stesso non fornisce alcuna indicazione al riguardo.

### Accampamenti
Il gioco inizia nella prima base di operazioni disponibile, denominata semplicemente "accampamento". Nel proseguire degli eventi il giocatore perde il possesso del proprio accampamento acquisendone altri nelle basi della famiglie mafiose di Miami. All'interno degli accampamenti il giocatore può riorganizzare la propria squadra, congedando seguaci non più essenziali e curando i membri attuali.

### Personaggi
Il giocatore può reclutare fino ad un massimo di cinque seguaci, due dei quali disponibili fin da subito nell'accampamento.
Creando un personaggio si possono personalizzare sette abilità caratteristiche: Forza, Destrezza, Carisma, Nervi, Intelligenza, Attitudine e Fortuna. Si può inoltre scegliere una professione che determinerà la crescita delle abilità passive.
Salendo di livello, le caratteristiche del personaggio potranno aumentare così come sarà possibile mutare dopo essere stati esposti alle radiazioni acquisendo tratti speciali, il più delle volte con effetti negativi.

### Equipaggiamento
La sopravvivenza della squadra è legata alle armi che essa ha a disposizione, alle armature equipaggiate e al denaro necessario per acquistare nuovi oggetti. Il gioco permette di indossare più capi di armatura contemporaneamente per aumentare i benefici e di scambiare oggetti con alcuni mercanti. Per ripristinare la saluta e rimuovere le mutazioni invece è necessario rivolgersi ad un dottore. Nella parte finale del gioco però non è più possibile fare affidamento a un dottore e occorre guarire il team passivamente col passare del tempo e utilizzare le poche fiale di "Dream Water" a disposizione.

### Combattimenti
Il sistema di combattimento è tipico delle avventure testuali per DOS e si basa su un sistema a turni: il giocatore può scegliere se attaccare, ricaricare, schivare o scappare. A ogni turno si cumulano i danni della squadra contro l'avversario bloccando la catena di attacco alla morte dello stesso. In caso di fuga dal combattimento i nemici appaiono visivamente sulla mappa di gioco inseguendo in tempo reale il personaggio nel tentativo di proseguire lo scontro e scompaiono dalla mappa soltanto una volta eliminati.

## Sviluppo
Brian Fargo nel 1988 aveva sviluppato per conto della Electronic Arts un gioco di successo, Wasteland; negli anni a seguire lo sviluppo della saga prese due strade differenti. 
La Interplay Entertainment, di proprietà di Brian Fargo, non possedendo i diritti su Wasteland concentrò le proprie risorse realizzando con successo Fallout. 
La Electronic Arts, d'altro canto, possedendo i diritti commerciali di Wasteland ma non possedendone né il codice sorgente e né il motore grafico, decise di sfruttare il successo commerciale del gioco per sviluppare un proprio sequel indipendente. La EA realizzò quindi Fountain of Dreams sulla falsariga del predecessore, ma senza l'ausilio del team originale e senza le risorse di gioco sviluppate dalla Interplay. Molti degli elementi di gioco presentati nella guida non vennero mai implementati correttamente lasciando molti aspetti di gioco incompleti. Abilità come rubare, navigare e contraffare indicano una realtà di gioco pianificata più ampia di quella realizzata visto, per esempio, la totale assenza di specchi d'acqua nel gioco. Tra le città stato descritte solo l'accampamento, Miami e la fortezza dei Killer Klown sono esplorabili mentre le Everglades vengono rappresentate come una piccola macchia verde. Elementi di gioco inediti rilasciati da Alan Murphy, designer di gioco, indicano che a un certo punto nello sviluppo venne presa in considerazione la possibilità di aggiungere una versione parodistica e demenziale di Disney World.

## Critica
Fountains of Dreams non riuscì mai a imporsi e a colmare il vuoto lasciato nel mondo degli RPG da Wasteland. Le sostanziali differenze meccaniche, una trama poco profonda e paradossale, l'assenza delle innovazioni del predecessore e lo sviluppo da parte di un team totalmente differente portarono molti giocatori a considerarlo soltanto come un successore spirituale della saga. A causa di un inizio difficile e spietato e un finale di scarso impatto venne spesso criticato come esempio di forma senza sostanza, con una trama troppo breve totalmente slegata dagli eventi di gioco e incentrato solamente sul combattimento.

### Classifiche
Nel novembre del 1996 la rivista Computer Gaming World lo giudica come il 41º peggior gioco di tutti i tempi.